# Daphnopsis mexiae
Daphnopsis mexiae är en tibastväxtart som beskrevs av Nevl.. Daphnopsis mexiae ingår i släktet Daphnopsis och familjen tibastväxter. Inga underarter finns listade i Catalogue of Life.